# Lozon
Lozon is een plaats en voormalige gemeente in het Franse departement Manche in de regio Normandië en telt 311 inwoners (1999). De plaats maakt deel uit van het arrondissement Saint-Lô.

## Geschiedenis
Lozon is op 1 januari 2016 gefuseerd met de gemeente Marigny tot de commune nouvelle Marigny-Le-Lozon.

## Geografie
De oppervlakte van Lozon bedraagt 8,8 km², de bevolkingsdichtheid is 35,3 inwoners per km².
De onderstaande kaart toont de ligging van Lozon met de belangrijkste infrastructuur en aangrenzende gemeenten.

## Demografie
Onderstaande figuur toont het verloop van het inwonertal (bron: INSEE-tellingen).